# Dundalk Football Club 2018
Questa voce raccoglie le informazioni riguardanti il Dundalk Football Club nelle competizioni ufficiali della stagione 2018.

## Rosa
| N. |                             | Ruolo | Calciatore       |
| -- | --------------------------- | ----- | ---------------- |
| 1  | Irlanda (bandiera)          | P     | Gary Rogers      |
| 2  | Irlanda (bandiera)          | D     | Seán Gannon      |
| 3  | Irlanda (bandiera)          | D     | Brian Gartland   |
| 4  | Irlanda (bandiera)          | D     | Sean Hoare       |
| 5  | Irlanda (bandiera)          | C     | Chris Shields    |
| 6  | Inghilterra (bandiera)      | C     | Jordan Flores    |
| 7  | Irlanda del Nord (bandiera) | C     | Michael Duffy    |
| 8  | Irlanda (bandiera)          | C     | John Mountney    |
| 9  | Irlanda (bandiera)          | A     | Patrick Hoban    |
| 10 | Irlanda (bandiera)          | C     | Jamie McGrath    |
| 11 | Irlanda del Nord (bandiera) | C     | Patrick McEleney |
| 12 | Irlanda del Nord (bandiera) | A     | Georgie Kelly    |
| 14 | Irlanda (bandiera)          | D     | Dane Massey      |

| N. |                             | Ruolo | Calciatore      |
| -- | --------------------------- | ----- | --------------- |
| 15 | Irlanda (bandiera)          | D     | Stephen Folan   |
| 16 | Irlanda (bandiera)          | A     | Sean Murray     |
| 17 | Irlanda del Nord (bandiera) | C     | Cameron Dumigan |
| 18 | Irlanda (bandiera)          | C     | Robbie Benson   |
| 20 | Irlanda (bandiera)          | P     | Aaron McCarey   |
| 21 | Irlanda (bandiera)          | C     | Daniel Cleary   |
| 22 | Scozia (bandiera)           | P     | Joe McKee       |
| 27 | Irlanda (bandiera)          | A     | Daniel Kelly    |
| 28 | Rep. del Congo (bandiera)   | C     | Lido Lotefa     |
| 29 | Irlanda (bandiera)          | C     | Dylan Hand      |
| 30 | Irlanda (bandiera)          | P     | Ross Treacy     |
| 33 | Irlanda del Nord (bandiera) | D     | Dean Jarvis     |